# Ramon E. Moore
Ramon Edgar Moore (* 27. Dezember 1929; † 1. April 2015 in Sacramento, Kalifornien) war ein US-amerikanischer Mathematiker. Bekannt ist Moore vor allem durch seine Pionierarbeit über Intervallarithmetik, ein Verfahren der angewandten Mathematik, mit dem die Zuverlässigkeit numerischer Berechnungen bedeutend verbessert werden kann. 
Moore erhielt 1960 seinen Bachelorabschluss in Physik an der University of California, Berkeley und 1963 seinen PhD-Abschluss in Mathematik an der Stanford University.
Von 1956 bis 1964 arbeitete er im Forschungszentrum der Firma Lockheed, daraufhin war von 1965 bis 1981 Professor an der University of Wisconsin–Madison und von 1986 bis 2000 an der Ohio State University. Moore war Gastprofessor an Universitäten in England, Deutschland und Schweden.
Seine wichtigste Schrift ist sicher das Buch Interval Analysis, mit dem er das Gebiet der Intervallarithmetik in weiteren Forschungskreisen bekannt machte.
Aktiv war Moore auch auf dem Gebiet der Optimierung. Dort entwickelte er, mit Stig Skelboe, den Moore-Skelboe Algorithmus. Dieser gilt als erstes, auf Intervallarithmetik basierende Verzweigungs- und Schrankeverfahren für die globale Optimierung.  

## Schriften
- Interval Analysis, Prentice Hall, Englewood Cliffs NJ, 1966
- Computation and Theory in Ordinary Differential Equations (mit  James W. Daniel), W.H. Freeman, New York NY 1970
- Mathematical Elements of Scientific Computing, Holt, Rinehart & Winston, Austin TX 1975
- Computational Functional Analysis (Mathematics and Its Applications), Ellis Horwood
- Interval analysis and fuzzy set theory (mit Weldon Lodwick), in: Fuzzy Sets and Systems, Vol. 135, Issue 1 (April 2003), S. 5–9